# Гудман, Брайан
Брайан Гудман (англ. Brian Goodman; род. 1 июня 1963, Бостон, Массачусетс, США) — американский актер и режиссер, известный по ролям лейтенанта Шона Кавано в сериале «Напарницы», Райана Прайса в сериале «Остаться в живых» и майора Босуэлла в фильме «Тройной форсаж: Токийский дрифт». Также, играл эпизодические роли в таких сериалах как «24 часа», «Сыны анархии» и «Обмани меня».

## Биография
Брайан Гудман родился 1 июня 1963 года в Бостоне, штат Массачусетс. В 12 лет он бросил школу и стал жить на улице, фактически став бездомным. Будучи без места жительства, он стал заниматься незаконными видами деятельности, в том числе торговать наркотиками и, по его словам, в него даже несколько раз стреляли из-за неудачных сделок. В 1989 году, в результате уличной драки оказался в тюрьме, где провел пять лет, вплоть до 1994 года.  За эти пяти лет его дважды освобождали по УДО и дважды арестовывали за нарушения условий выхода по УДО. После освобождения из тюрьмы в 1995 году, по словам Гудмана, он занялся грабежом наркоторговцев, так как «пытался заполнить дыру в своем сердце деньгами», однако это не сработало, так как он не имел никаких навыков торговли, а потому не смог толком ничего продать.

## Карьера
По словам Гудмана, он захотел стать актером, когда в 8 лет увидел фильм «Песня Брайана», однако из-за того, что он не доучился в школе и пошел бродяжничать, эту мечту он осуществить не смог. Во время нахождения в тюрьме, он много смотрел телевизор и продолжал «мечтать вслух» об актерской карьере. После выхода из тюрьмы, он услышал об кастинге на фильм «Южный» и решил попробовать сходить на прослушивание, что ему и удалось сделать, после чего он получил свою первую небольшую роль. Фильм вышел в 1998 году и в том же году, Гудман получил еще две небольшие роли в фильмах  «Стукач» и «Сновидения». По его словам, ему повезло, что все три фильма снимали в Бостоне, так как по условиям условно-досрочного освобождения он не мог покидать штат Массачусетс.
В том же 1998 году, после прочтения сценария «Южный», он стал писать сценарий своего собственного фильма «Что тебя не убивает» и вскоре смог переехать в Лос-Анджелес, где нашел себе преподавателя по актерскому искусству. Благодаря Донни Уолбергу (коллеге по фильму «Южный») и сценаристу Полу Мюррею, которые помогли Гудману со сценарием, он снимет фильм по нему в 2008 году.
В Лос-Анжделесе, Брайан Гудман познакомился с продюсером Марком Фридманом (он позже спродюсирует «Что тебя не убивает») и с режиссером Родом Лури (также спродюсирует фильм Гудмана), благодаря им он получил роль в фильме «Сцены преступления», а позже сыграл в фильме «Последний замок», на съемках которого он встретил Марка Руффало, который позже сыграет главную роль в фильме «Что тебя не убивает».
В 2006 году Гудман получил роль отца главного героя в фильме «Тройной форсаж», однако фильм провалился и получил плохие отзывы по сравнению с предыдущими частями. В 2007 году Гудман попал в популярный тогда сериал «Остаться в живых», где он сыграл Райана Прайса — одного из важных людей у «Других». Персонаж Гудмана пробыл в сериале четыре серии и вскоре был убит Херли.
Еще одной известной ролью Брайана Гудмана является роль лейтенанта Шона Кавано, в популярном сериале «Напарницы», которую он играл на протяжении 5 сезонов.

## Фильмография

### Режиссерские работы
| Год  | Название на русском | Оригинальное название | Примечание          |
| ---- | ------------------- | --------------------- | ------------------- |
| 2008 | Что тебя не убивает | What Doesn't Kill You | режиссер, сценарист |
| 2016 | Черная бабочка      | Black Butterfly       | режиссер, актер     |
| 2022 | Пропавшая           | Last Seen Alive       | режиссер            |

### Роли в фильмах
| Год  | Название на русском             | Оригинальное название                              | Роль                             |
| ---- | ------------------------------- | -------------------------------------------------- | -------------------------------- |
| 1998 | Стукач                          | Snitch                                             | Гэвин                            |
| 1998 | Южный                           | Southie                                            | монах                            |
| 1998 | Сновидения                      | In Dreams                                          | полицейский в патрульной машине  |
| 2001 | Сцены преступления              | Scenes of the Crime                                | Тревор                           |
| 2001 | Последний замок                 | The Last Castle                                    | Бопрэ                            |
| 2001 | Кокаин                          | Blow                                               | охранник Гас                     |
| 2002 | Поймай меня, если сможешь       | Catch Me If You Can                                | владелец отеля                   |
| 2005 | Мюнхен                          | Munich                                             | воинственный американец          |
| 2006 | Поединок                        | Annapolis                                          | Билл Хард                        |
| 2006 | Собачья проблема                | The Dog Problem                                    | охранник Джо                     |
| 2006 | Тройной форсаж: Токийский дрифт | The Fast and The Furious: Tokyo Drift              | майор Босуэлл                    |
| 2007 | Империя Криса Трояно            | Kings of South Beach                               | лейтенант Джим Хоук              |
| 2007 | Завершая игру                   | Finishing the Game: The Search for a New Bruce Lee | ТиДжей                           |
| 2008 | Что тебя не убивает             | What Doesn't Kill You                              | Пэт Келли                        |
| 2009 | Милосердие                      | Mercy                                              | охранник                         |
| 2010 | Сострадание к прекрасному       | Sympathy for Delicious                             | К. О. Джеко                      |
| 2011 | Сэл Минео: Биография            | Sal                                                | детектив Танкерсли               |
| 2016 | Черная бабочка                  | Black Butterfly                                    | водитель грузовика/агент Ротуэлл |
| 2024 | Еще один день в Америке         | Another Day in America                             | Дуглас Хаскинс                   |

### Роли в сериалах
| Год       | Название на русском                 | Оригинальное название             | Роль                   | Примечание                                     |
| --------- | ----------------------------------- | --------------------------------- | ---------------------- | ---------------------------------------------- |
| 1993—2005 | Полиция Нью-Йорка                   | NYPD Blue                         | Микки Коул             | эпизод: You're Buggin' Me                      |
| 2000—2015 | C.S.I.: Место преступления          | CSI: Criminal Scene Investigation | Дерек Пол              | эпизод: Living Legend                          |
| 2001—2005 | Воры                                | Thieves                           | менеджер казино        | эпизод: Casino                                 |
| 2001—2014 | 24 часа                             | 24                                | Реймонд О'Хара         | 2 эпизода в 2-м сезоне                         |
| 2002—2003 | Бумтаун                             | Boomtown                          | Спэт                   | эпизод: Insured by Smith & Wesson              |
| 2004—2005 | Джек и Бобби                        | Jack & Bobby                      | детектив Симмонс       | эпизод: Stand by Me                            |
| 2004—2013 | C.S.I.: Место преступления Нью-Йорк | CSI: NY                           | Тони Дайриса           | эпизод: Rest In Peace, Marina Garito           |
| 2004—2010 | Остаться в живых                    | Lost                              | Райан Прайс            | 4 эпизода в 3-м сезоне                         |
| 2005—н.в. | Мыслить как преступник              | Criminal Minds                    | Лу Дженкинс            | эпизод: Memoriam                               |
| 2005—2012 | Ищейка                              | The Closer                        | Винс Кимбл             | эпизод: Blindsided                             |
| 2005—2017 | Кости                               | Bones                             | Майкл Дворски          | эпизод: The Doctor in the Photo                |
| 2005      | Взгляды                             | Eyes                              | Джимми Дойл            | 2 эпизода в 1-м сезоне                         |
| 2006      | По справедливости                   | In Justice                        | Рассел О'Брайан        | эпизод: Another Country                        |
| 2006      | Новый день                          | Day Break                         | лейтенант Грейвс       | эпизод: What If They Are Stuck?                |
| 2008—2014 | Сыны анархии                        | Sons of Anarchy                   | Хафф                   | эпизод: Una Venta                              |
| 2008—2012 | В простом виде                      | In Plain Sight                    | Рей Петивич            | эпизод: No Clemency for Old Man                |
| 2008—2012 | Грабь награбленное                  | Leverage                          | Джед Ракер             | эпизод: The Tap-Out Job                        |
| 2009—2023 | Морская полиция: Лос-Анджелес       | NCIS: Los Angeles                 | Дэмиен Салерно         | эпизод: The Bank Job                           |
| 2009—2010 | Три реки                            | Three Rivers                      | капитан Лэнс Карлайл   | эпизод: Every Breath You Take                  |
| 2009—2011 | Обмани меня                         | Lie To Me                         | Дэйл Энслингер         | эпизод: Black and White                        |
| 2009—2014 | До смерти красива                   | Drop Dead Diva                    | сержант Лу Конторси    | эпизод: Will & Grayson                         |
| 2009—2016 | Касл                                | Castle                            | Гэри МакКалистер       | 2 эпизода в 3-м сезоне                         |
| 2010—2020 | Гавайи 5.0                          | Hawaii Five-0                     | коммандер Сэм Хейл     | эпизод: Kai eʻ e (Tidal Wave)                  |
| 2010—2015 | Правосудие                          | Justified                         | Джо                    | эпизод: Long in the Tooth                      |
| 2010—2016 | Напарницы                           | Rizzoli & Isles                   | лейтенант Шон Кавано   | Второстепенная роль с 1-го по 5-й сезон        |
| 2011—2015 | Реванш                              | Revenge                           | Карл Портер            | 3 эпизода в 1-м сезоне и 1 эпизод в 2-м сезоне |
| 2011—2013 | Смертельная битва: Наследие         | Mortal Combat: Legacy             | Брайан Хайммерик       | эпизод: Johnny Cage                            |
| 2011—2012 | Посредник Кейт                      | Fairly Legal                      | лейтенант Фрэнк О'Хара | эпизод: What They Seem                         |
| 2012      | Доктор мафии                        | The Mob Doctor                    | Эдди Нолан             | 2 эпизода в 1-м сезоне                         |
| 2015—2016 | Водолей                             | Aquarius                          | Джо Уилсон             | 2 эпизода в 1-м и 4 эпизода в 2-м сезоне       |
| 2016—2017 | Доктор Шанс                         | Chance                            | детектив Кевин Хайнс   | Второстепенная роль                            |
| 2018—2020 | Грязный Джон                        | Dirty John                        | Сид Монтгомери         | эпизод: The Twelfth of Never                   |
| 2020      | Я знаю, что это правда              | I Know This Much is True          | Эл                     | эпизод: One                                    |
| 2023      | Роковое влечение                    | Fatal Attraction                  | Артур Томлинсон        | Второстепенная роль                            |